# Église Saint-Germain de Berneuil-en-Bray
L'église Saint-Germain est une église catholique située à Berneuil-en-Bray, dans l'Oise, en Hauts-de-France, en France, faisant l'objet d'un classement et d'une inscription aux monuments historiques depuis 1980. Elle est affiliée à la paroisse Saint-Yves-d'Auteuil du pays de Noailles.

## Localisation
Elle est située sur le flanc d'une colline, elle surplombe une grande partie de la commune. Entre la rue Patin et la rue des Prêtres. Elle est entourée par le cimetière.

## Historique
L’église date du XIIIe siècle, le porche date du XVIe siècle.
La voûte a été reconstruite en 1885 et le chœur au XVIIe siècle.
L’église mesure environ 32 m de long. La nef mesure 14,50 m de longueur sur 7,50 m de large.

## L’extérieur
La façade est précédée d’un porche faisant la largeur de la nef. Il est composé de cinq piliers carrés en pierre et en brique. Une volé de marche donne sur le portail d'entrée dans une arcade en plein-cintre surbaissée qui s'ouvre avec deux vantaux de bois sculpté du XVIIe siècle.
La nef, est éclairée par deux fenêtres percées dans le mur nord et quatre dans le mur sud. Le chœur est éclairée par deux fenêtres latérales du mur sud. Le clocher carré est situé au nord du chœur à niveau de la première travée.

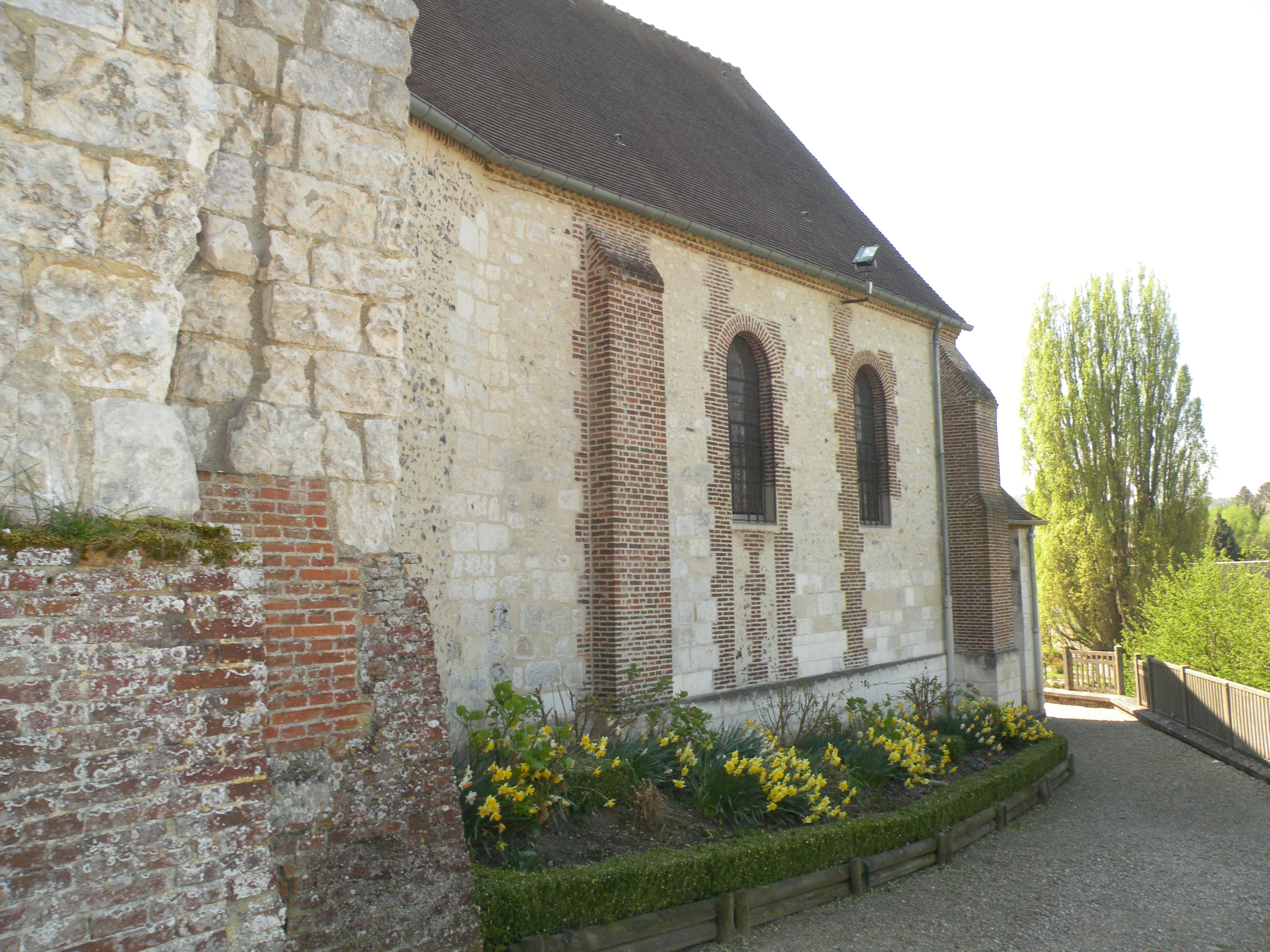
Le mur nord.
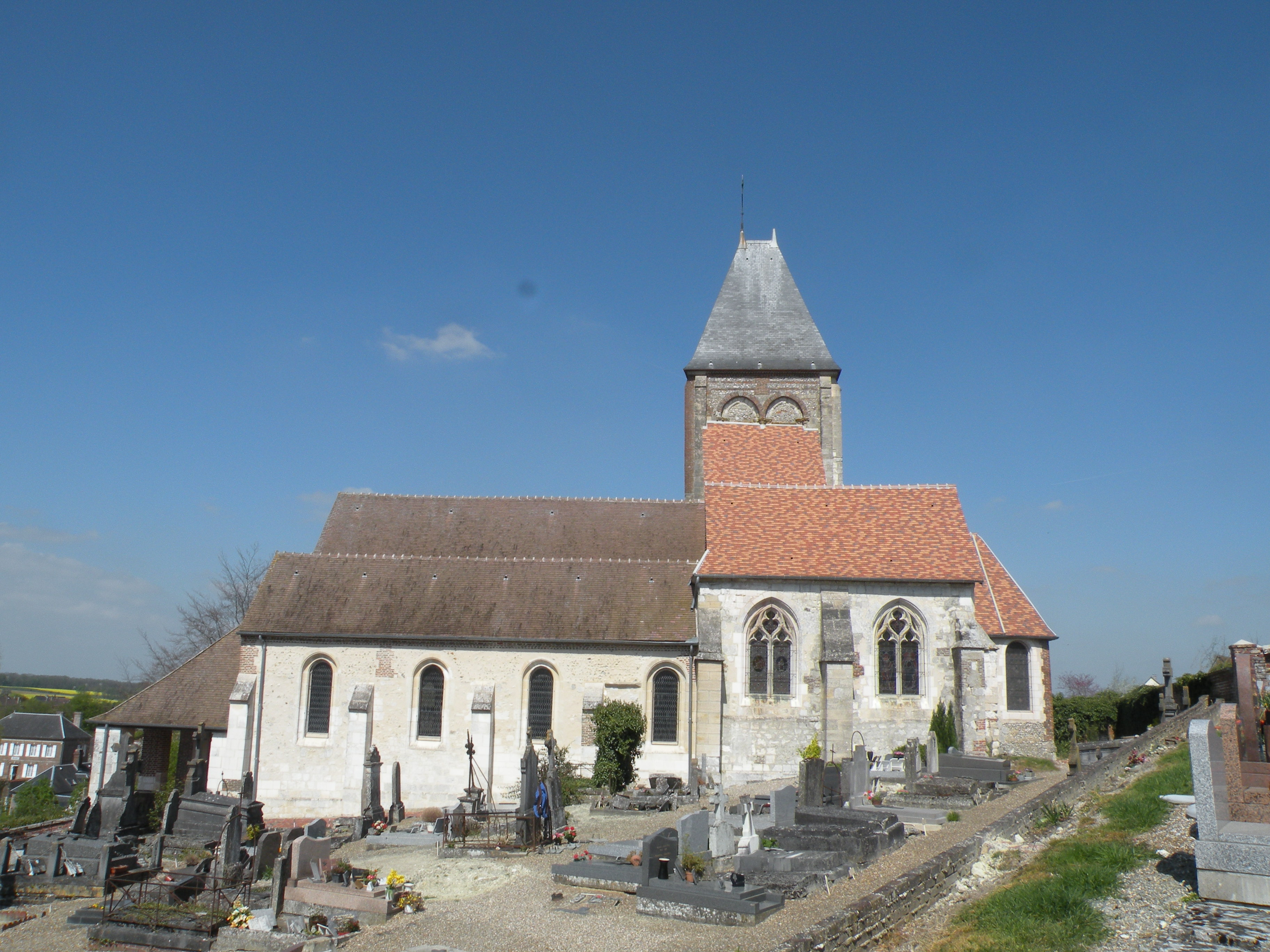
La face sud.
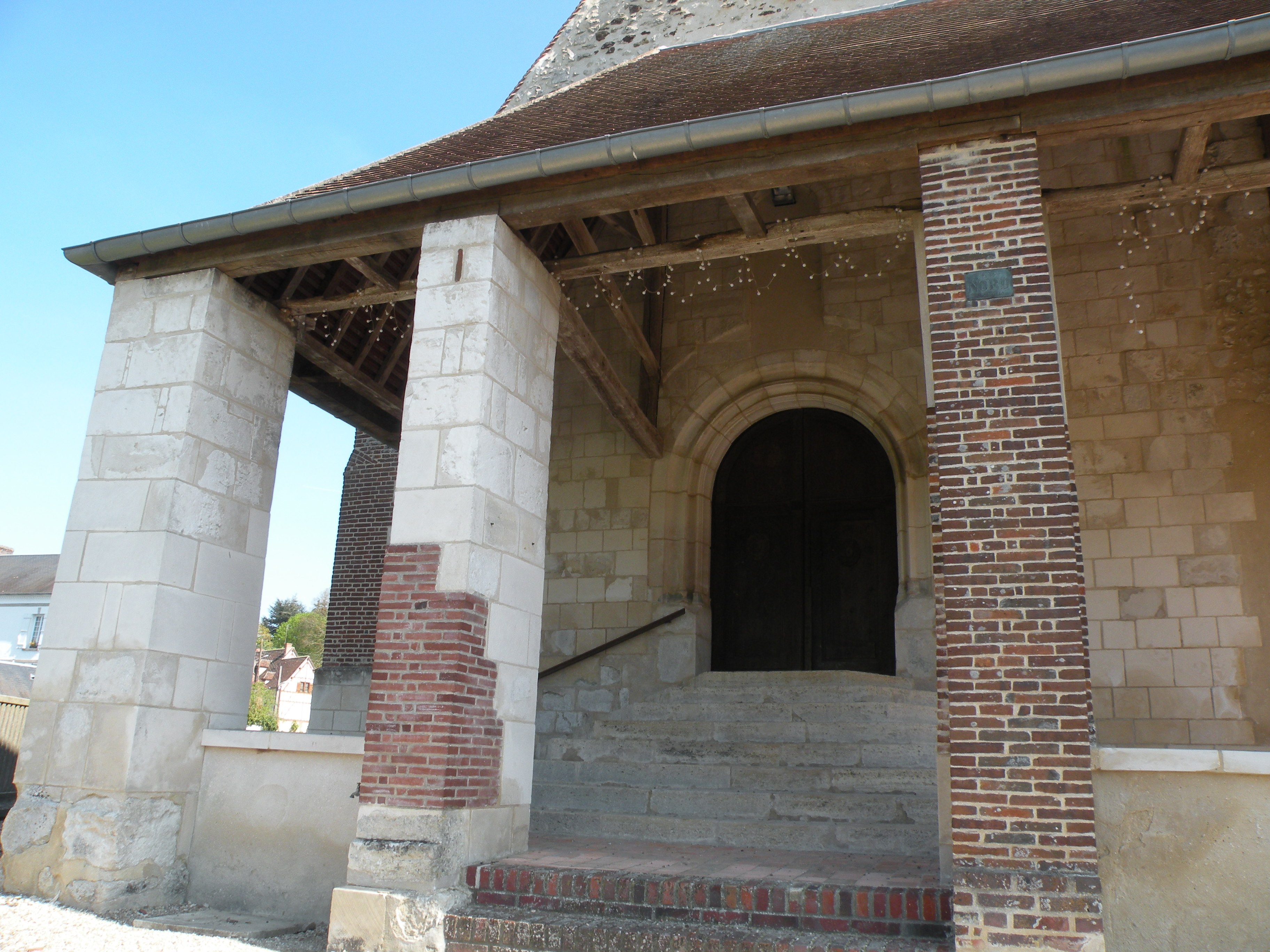
Le porche.

## L’intérieur
La voûte de la nef et son collatéral est en plâtre alors qu’elle était en bois à l’origine.
-dessus du portail, il y a une tribune en bois de 1864. Une chaire du XVIIIe siècle sur le mur nord. Un autel en bois et en forme de tombeau du XVIIIe siècle.

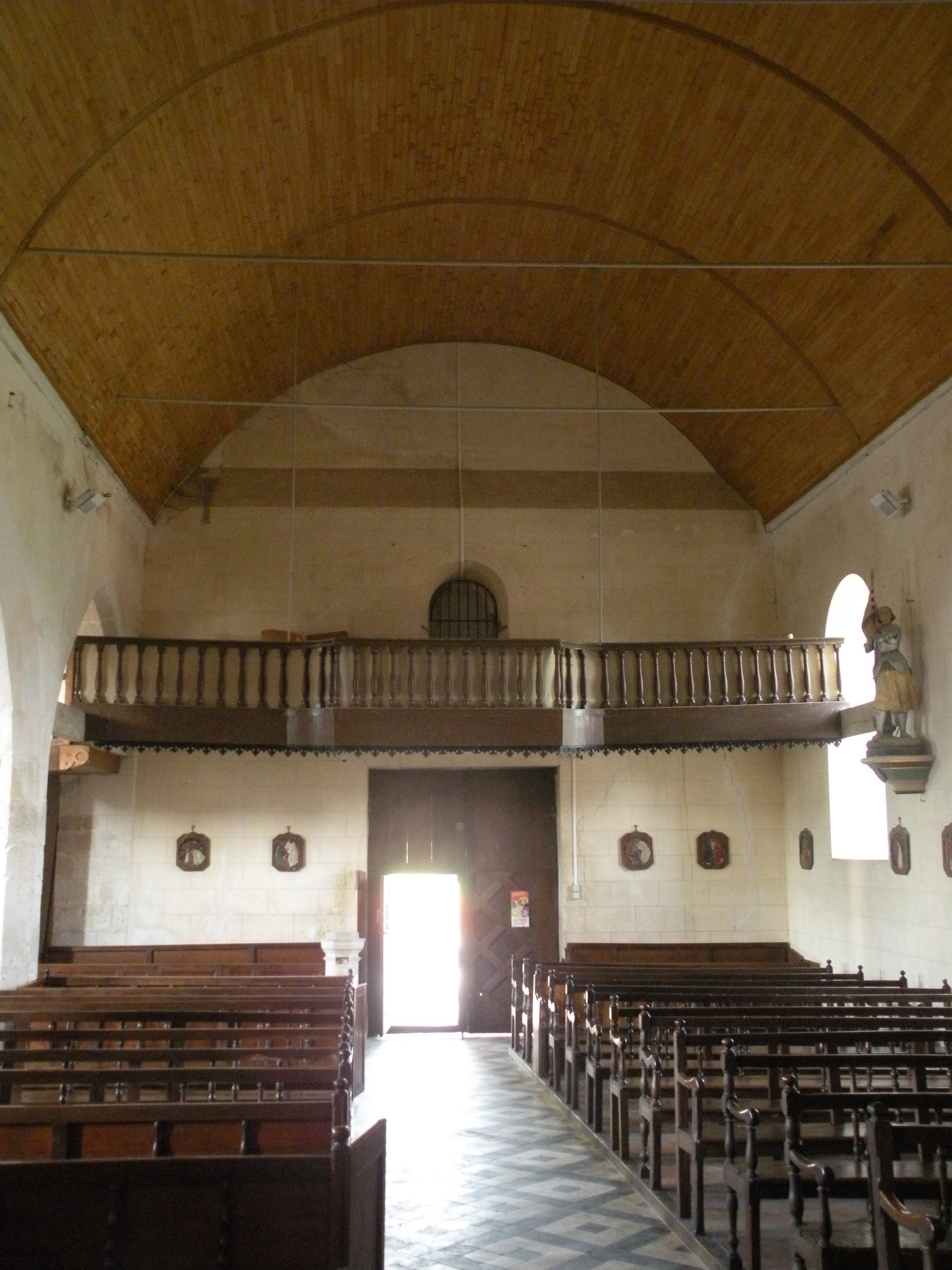
La tribune.
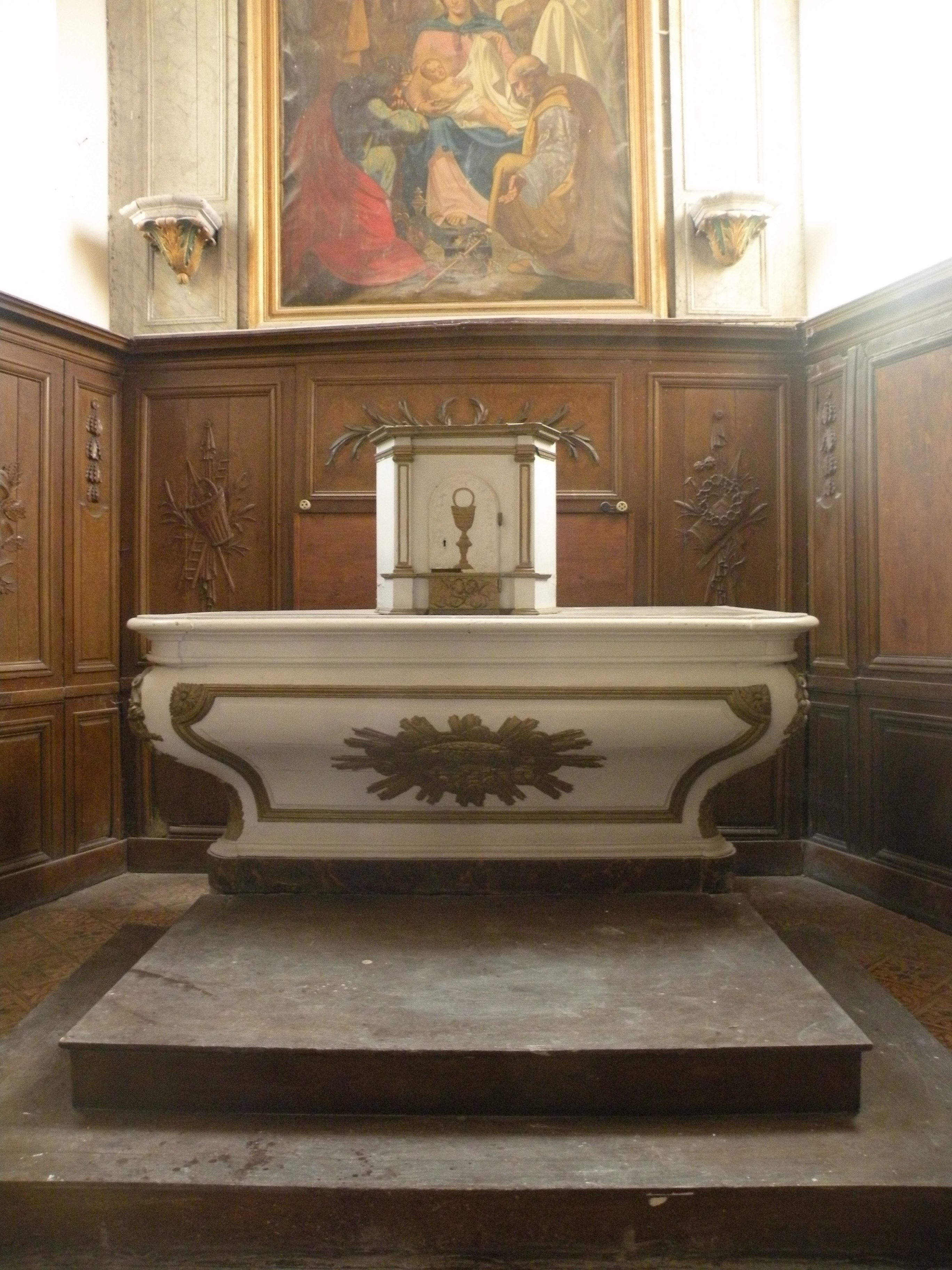
L' autel.
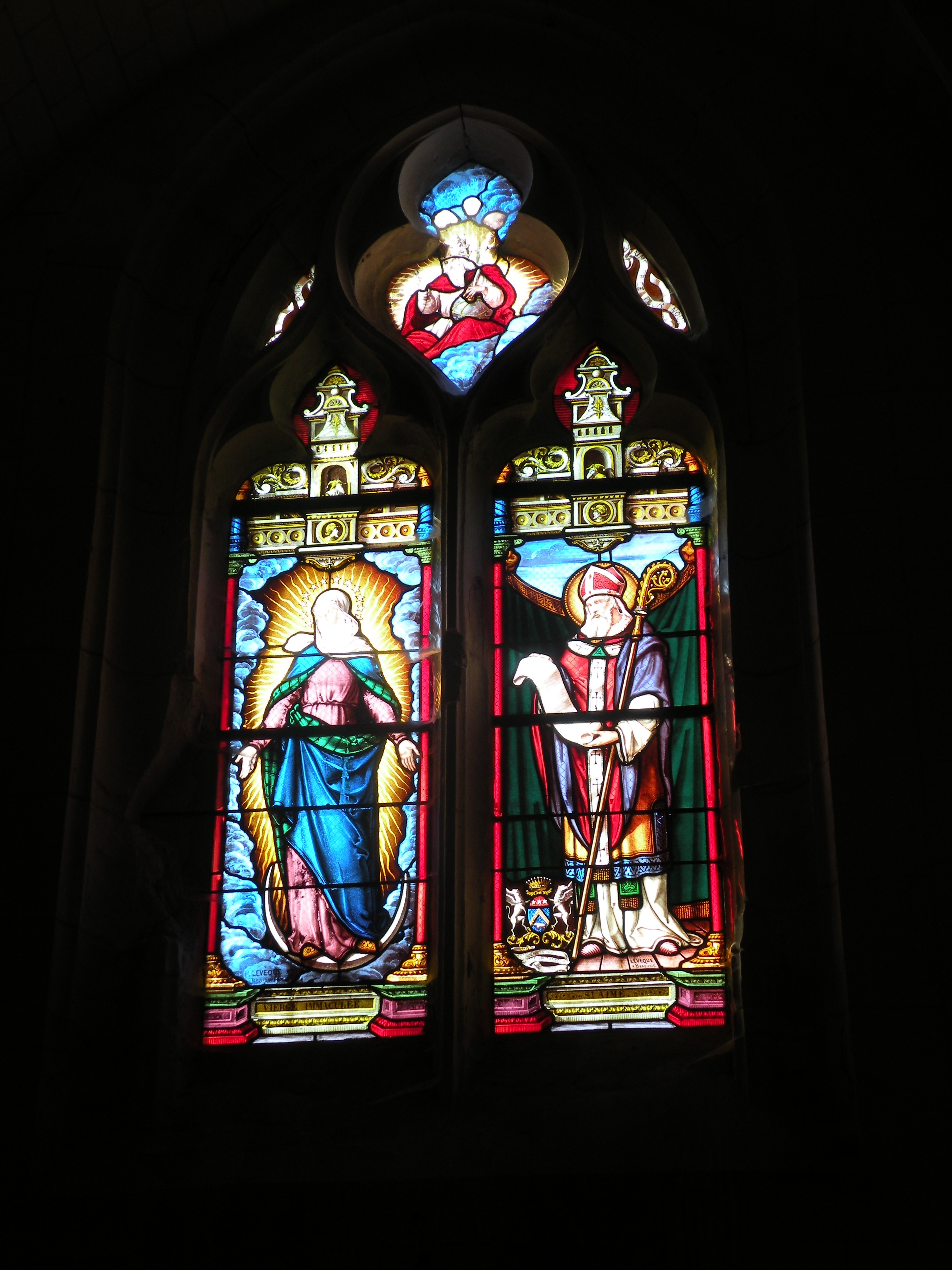
Vitrail de saint Aimé et la vierge Marie.